# Криминалистическая характеристика преступлений
Криминалистическая характеристика преступлений — это научная абстракция, в которой находит отражение в обобщенном виде совокупность взаимосвязанных, криминалистически значимых данных о преступлениях определенного вида/разновидности, знание которых позволяет методически правильно организовать расследование и в частности определить типовые следственные версии.
Один из элементов частной криминалистической методики, представляющий собой систему сведений о типичных криминалистически значимых признаках преступлений и связях между ними, знание которых помогает в выдвижении версии о совершенном преступлении.

## История становления понятия
В научный оборот понятие криминалистической характеристики преступлений было введено в 60-х годах. В 1966 году Л.А. Сергеев в автореферате кандидатской диссертации использовал термин «криминалистическая характеристика хищений»: «Первая глава посвящена криминалистической характеристике хищений, совершаемых при производстве строительных работ…» . Однако по устоявшемуся мнению начало научной разработке данной категории положил А.Н. Колесниченко, который указал в автореферате своей докторской диссертации в 1967 году на важность криминалистической характеристики преступлений : «К наиболее существенным положениям, общим для всех методик (расследования) относятся: а) общая криминалистическая характеристика данного вида преступлений;…». По словам же И.А. Возгрина А.Н. Колесниченко "уже в начале 60-х годов в своих публичных выступлениях ... отмечал необходимость использования  в методиках расследования криминалистической характеристики преступлений. Кроме того, И.Ф. Крылов утверждает, что впервые о К.х.п. было сказано в 1927 году профессором Ленинградского Государственного Университета П.И. Люблинским.

## Разработка криминалистической характеристики преступлений
Значительный вклад в разработку криминалистической характеристики внесли многие отечественные криминалисты, среди которых были Р.С. Белкин, А.Н. Васильев, Л.Г. Видоновым, И.А. Возгрин, В.К. Гавло, А.Н. Колесниченко, С.П. Митричев, В.А. Образцов, И.Ф. Пантелеев, Л.А. Сергеев, В.Г. Танасевич, В.И. Шикановым, Н.П. Яблоков и другие.

## Значение криминалистической характеристики преступлений
Значение К.х.п. состоит прежде всего в том, что на первоначальном этапе расследования преступлений, когда в большинстве случаев существует дефицит исходной информации, за счёт устойчивых корреляционных связей между её отдельными элементами она позволяет выдвинуть обоснованные версии относительно неустановленных обстоятельств. Н.П. Яблоков пишет об этом так: "Зацепив одно звено в этой системе взаимосвязей, можно вытащить наружу всю цепь. В частности, выявление наличия в расследуемом преступлении какого-либо элемента из взаимосвязанной цепочки с той или иной степенью вероятности может указывать на существование другого, ещё не установленного элемента и определить направление и средства его поиска"

## Структура криминалистической характеристики преступлений
Не существует единого подхода к определению структуры криминалистической характеристики преступлений. В.А. Гамзой, И.И. Рябцовым и С.Н. Коноваловым были проведены исследования, в рамках которых анализировались позиции различных учёных криминалистов относительно структуры криминалистической характеристики с целью выделить в них наиболее часто встречающиеся элементы, в результате получилось у каждого получилось выделить по 17, 16  и 19 структурных элементов соответственно.

## Проблемы криминалистической характеристики преступлений
С криминалистической характеристикой преступлений связан ряд проблем. Это проблема значения криминалистической характеристики преступлений, проблема соотношения криминалистической характеристики преступлений и обстоятельств подлежащих доказыванию, проблема определения структуры и содержания криминалистической характеристики преступлений и проблема существования криминалистической характеристики конкретного преступления.
К недостаткам криминалистической характеристики можно отнести отсутствие целостного понятия криминалистической характеристики преступления, чёткого разграничения между криминалистической характеристикой и уголовно-правовым и криминологическим понятием преступления, отсутствие методологической основы составления криминалистических характеристик отдельных видов преступлений, а также то, что криминалистические характеристики не удовлетворяют принципам системного и деятельностного подходов . Указанные несовершенства концепции криминалистической характеристики преступления заставили многих ученых уделить внимание разработке новой модели преступления в криминалистике. Среди этих ученых: Г.А. Густов, Р.С. Белкин, А.В. Дулов, В.А. Образцов, О.М. Глотов, Г.А. Зорин, Г.А. Шумак, А.Е. Гучок, А.В. Лапин. Согласно данной модели исследование общих и частных особенностей преступления следует осуществлять путём анализа его криминалистической структуры.

## Примечание
1. ↑  Расследование и предупреждение преступлений совершаемых при производстве строительных работ. Автореф. дис. ... канд. юрид. наук / Сергеев Л.А. - Москва, 1966. - 16 с.
2. ↑  Научные и правовые основы расследования отдельных видов преступлений. Автореф. дис. ... д-ра юрид. наук / Колесниченко А.Н. - Харьков, 1967. - 27 c.
3. ↑  Курс криминалистики. В 3 т. Т II. Криминалистическая методика: Методика расследования преступлений против личности, общественного порядка и общественной безопасности / Под ред. О.Н. Корноухова и А.А. Степанова. - СПб.: Изд-во "Юридический центр Пресс", 2004. ISBN 5-94201-326-8 (Т. II) С. 77.
4. ↑  Крылов И.Ф. Криминалистическая характеристика и её место в системе науки криминалистики и вузовской программе // Криминалистическая характеристика преступлений. М., 1964. С. 33.
5. ↑  Яблоков Н.П. Криминалистика. - М., 2000. С. 12.
6. ↑  Гамза В.А. Криминалистическая характеристика преступлений: сущность структура и содержание // Сборник научных трудов. Выпуск второй. М., 2001. С. 7.
7. ↑  Рубцов И.И. Криминалистическая характеристика преступлений как элемент частных методик расследования. СПб., 2001. С. 73.
8. ↑  Коновалов С.И. Теоретико-методологические основы криминалистики: современное состояние и проблемы развития. Волгоград, 2001. С. 101.
9. ↑  Криминалистика: Учеб. Пособие/ А.В.Дулов [и др.]; под ред. А.В.Дулова. – Мн.: НКФ «Экоперспектива», 1996. - 415 с.; С. 73.